# سامانه‌های پیچیده
سامانه‌های پیچیده شاخه جدیدی از دانش است که به مطالعه تأثیر بخش‌های مختلف سیستم بر روی رفتار جمعی سیستم و چگونگی تعامل سیستم با محیط می‌پردازد.
سیستمهای اجتماعی متشکل از افراد، مغز انسانی متشکل از نورون‌ها، مولکول‌های متشکل از اتم‌ها، وضعیت کلی جوّی که متشکل از جریان‌های هوای مخالف است، همه و همه نمونه‌هایی از سیستم‌های پیچیده‌اند.
سیستم‌های پیچیده شاخه‌ای میان رشته‌ای است که از علوم مختلف از جمله مهندسی، مدیریت و پزشکی و غیره استفاده می‌کند و مدل‌ها و مفاهیم پایه در آنها را با هم ترکیب می‌کند و در علوم دیگر مورد استفاده قرار می‌دهد.